# 蔡枢衡
蔡枢衡（1904年—1983年），男，江西永修人，中国刑法学家。

## 生平
蔡枢衡是江西省永修县人。早年留学日本。回国后，任北京大学、西南联合大学等校教授。曾在法制委员会、法制局、全国人大常委办公厅工作，1958年起任办公厅法律室顾问。蔡枢衡毕生致力于刑法的教学和研究，著有《刑法学》、《刑事诉讼法教程》、《中国法律之批判》、《中国法理自觉的发展》等书。晚年带病从事中国古代刑法史的研究。